# Bernardo Aiglerio
Bernardo Aiglerio, scritto anche Ayglerio, d'Ayglier, o d'Aygler (in latino Bernardus Ayglerius o Bernardus Cassinensis; Lione, ... – Montecassino, 3 aprile 1282), è stato un abate francese di Lerino e di Montecassino.

## Biografia
Bernardo Aiglerio, nativo di Lione, sin da giovanissimo si dedicò agli studi nel Monastero di Savigny, consacrato a S. Martino, nelle campagne di Lione. I Progressi dimostrati nella disciplina monastica e nelle lettere gli fecero meritare dapprima cariche di fiducia all'interno del suo monastero, poi la nomina, nel 1256, di Cappellano del Sommo Pontefice Alessandro IV, nonché la nomina di Abate del monastero di S. Onorato a Lerino, in Provenza.
Di lì, con bolla del 29 marzo 1263, Urbano IV lo trasferì a Montecassino, anche se, a tutti gli effetti egli assunse il suo ufficio solo tre anni più tardi, quando cioè Manfredi, il 26 febbraio 1266, subì a Benevento una sconfitta fatale ad opera di Carlo D’Angiò.
In effetti, la sua scelta per la sede cassinese aveva, soprattutto, un fine politico: si trattava di assicurare al piano filoangioino, perseguito dal papa, le porte del Regno.
Bernardo, infatti, accolse festosamente Carlo, donandogli duemila once d'oro e ponendo l'Abbazia e l'intera Terra di San Benedetto sotto la sua protezione.
Dal momento in cui assunse in pieno il suo ruolo di Abate, Bernardo si dedicò in modo particolare ad una fondamentale opera di riorganizzazione patrimoniale dell'intera Terra Sancti Benedicti attraverso le Inquisitiones, inchieste formali attuate al fine di operare una ricognizione di tutti i beni, i diritti, i servizi, i redditi di competenza dell'Abbazia e ad essa dovuti dalle Universitates o dai singoli abitanti di esse. L'intera Terra di San Benedetto era, infatti, reduce da un lungo periodo di incertezza. Dal 1220, con l'elezione a imperatore di Federico II, il territorio posto sotto l'autorità benedettina aveva infatti subito i contraccolpi della centralizzazione di potere a cui mirava il nuovo sovrano che, tra l'altro, era anche in aperto conflitto con papa Gregorio IX che non aveva indugiato a scomunicarlo il 24 marzo 1239. Alla scomunica era seguita l'immediata occupazione del Monastero da parte di truppe imperiali, i monaci erano stati espulsi e alcuni di loro erano stati obbligati a cedere la metà delle rendite del loro patrimonio.
Come più tardi scriverà lo stesso Bernardo:
L'epoca di Bernardo I può dunque essere vista come un'epoca in cui l'attività feudale si ridesta con nuove e rinnovate energie, sotto la guida di un abate vigoroso e tenace, con la cui opera l'Abbazia riafferma e riorganizza una certa potenza prima dell'imminente fervido periodo della civiltà comunale.
Ma l'opera dell'Abate non si esaurì nelle cure straordinarie richieste dalla speciale situazione di Montecassino. Anche su un piano più vasto fu fedele e valido cooperatore dei disegni papali. A lui e al fratello Aiglerio (arcivescovo di Napoli), dopo averli chiamati presso di sé a Viterbo, Clemente IV, nel 1267, affidava gli affari del Regno, in assenza di Carlo. Seguivano le lotte contro i Saraceni di Lucera e le numerose legazioni, durante le quali fu talvolta sostituito nella cura di Montecassino dal fratello: dapprima in Francia, poi a Venezia, nel 1269, per trattare l'alleanza contro i Turchi; in Ungheria, sempre nello stesso anno per concludere il matrimonio fra il figlio di Carlo d'Angiò e Maria, sorella di re Ladislao; a Costantinopoli per trattare a nome di Gregorio X con Michele Paleologo.
Secondo alcuni storici, Bernardo fu creato cardinale da Clemente IV in un concistoro tenuto nel 1265 o nel 1268, ma non si conosce il suo presunto titolo, né Bernardo risulta partecipante ad alcuno dei conclavi che si tennero dopo questa presunta promozione a cardinale.
Re Carlo sospettò infine di un accordo fra Roma e Bisanzio, che avrebbe diminuito la sua preponderante influenza e rovinato i suoi piani di conquiste in Oriente, e si vendicò sull'Abate revocando la concessione della giustizia criminale a Montecassino. Poco dopo, il 3 aprile 1282, l'Abate morì.